# Bittersweet (アイドルグループ)
Bittersweet（ビタースウィート）は、かつて存在した日本のアイドルグループである。最末期は、安井愛・山本紗由美の2人で都内を中心にライブ活動をメインとしていた。略称は「苦甘」「ビタスイ」。最後まで、メンバーが芸能事務所に所属せず、すべて自分たちでマネージメントし、フリーランスで活動していた。
2016年3月2日より、安井愛、山本紗由美の2人で活動する際のユニット名がBittersweet苦甘鉄道部MM'（エムエムダッシュ）となる。
2016年3月5日、秋葉原UDXアキバ広場でアキバアカデミア主催で行われた｢アキバカラオケ大会 第一弾｣において、2枚目のシングル「Bitter sweet love」がカラオケまねきねこ、ワンカラで配信することが決定した。
ファンは「苦甘党」と称される。

## 概要
過去に、アイドルグループ「COCORO♥ODORU」に在籍していた、稲葉智子・安井愛・櫻井海砂・山本紗由美の4人が、再び夢を追いかけるために結成。都内を中心にライブ活動をメインとしているアイドルユニット。
山本と安井は、鉄道テクノ音楽ユニットであるSUPER BELL"Zの鉄女育成スクール生アテンダントとしても活動。
AKB48、アリス十番などのアイドルグループの楽曲のカヴァーなどもしつつ、オリジナル楽曲も制作し、歌う。
東京都、関東近郊のライブハウスで開催されるアイドルライブに数多く参加している。地方遠征ライブも行う。
ギャップアイドルユニットを称している。ギャップアイドルとは、各メンバーが「こう見えても意外な一面を持っている」という意味であり、それぞれのメンバーの自己紹介キャッチフレーズに反映されている。
2015年12月27日に代々木バーバラで行われたワンマンライブにおいて、100人の集客が達成されなければ、当日に解散となることを公約していたが、140人の集客を達成。存続が決定した。
2016年2月7日のアキバアリーナのライブ後、公式ブログにて、櫻井海砂が2月27日の池袋Dotのライブをもって、グループ卒業を発表。
2016年2月23日のBittersweet公式ブログにて、リーダーの稲葉智子が7月31日に開催のライブをもって、Bittersweet卒業を発表。そして、2016年6月18日の公式ブログにて、8月20日開催の山本紗由美生誕ライブをもって、Bittersweetの活動を終了することが明らかになった。

## メンバー
| 名前                            | 誕生日  | 出身地             | イメージカラー | イメージカラー | 血液型 | キャッチフレーズ                                                                  | 愛称             |
| ------------------------------- | ------- | ------------------ | -------------- | -------------- | ------ | --------------------------------------------------------------------------------- | ---------------- |
| 安井 愛 （やすい めぐみ）       | 7月9日  | 兵庫県神戸市       | 黄色           |                | B型    | あなたに届け♪ めぐみんスマイル♪ いつでも全力 にこにこ笑顔 こう見えて ネガティブ!? | めぐみん、めぐ   |
| 山本 紗由美 （やまもと さゆみ） | 8月18日 | 鹿児島県沖永良部島 | 桃色           |                | A型    | みんなの心に 各駅停車♪ 鉄道が大好き♪ こう見えて 最年長!?                          | さゆみん、さゆみ |

## 元メンバー
稲葉 智子
イメージカラーは赤色。愛称は、ともこ。キャッチフレーズは、「喋るの大好き♪歌うの大好き♪こう見えて 乙女!?」。スタート時から、リーダーを務めた。
2016年7月31日四谷HERAT-MEN STUDIOのライブにて卒業。
櫻井 海砂
イメージカラーは緑色。愛称は、ミサケロ・ケロちゃん。キャッチフレーズは、「はい、ケロケロ～♪カエルが大好き♪こう見えて 毒舌!?」。
2016年2月27日池袋Dotのライブにて卒業。

## 雑誌掲載
【山本 紗由美】
井ノ本リカ子「地下アイドルの職場訪問!」『月刊本当にあった女の人生ドラマ』2015年10月号、ぶんか社、2015年8月18日。